# Longitarsus suturellus
Longitarsus suturellus — вид листоїдів з підродини галеруцинів.
Поширений у Палеарктичному регіоні від піренеїв до Японії. Дорослі жуки та їх личинки живляться листям жовтозілля (Senecio) (родина айстрові).

## Форми та варієтет
- Варієтет: Longitarsus suturellus var. paludosus (Weise, 1893)
- Варієтет: Longitarsus suturellus var. macer (Weise, 1895
- Форма: Longitarsus suturellus f. limbalis (Kolbe, 1920
- Форма: Longitarsus suturellus f. testis (Kolbe, 1920)